# Carl Leopold Krause
Carl Leopold Krause (* 8. Oktober 1847 in Neuerode (Nordhessen); † 2. November 1921 ebenda) war ein deutscher Kommunalpolitiker und Abgeordneter des Provinziallandtages der preußischen Provinz Hessen-Nassau.

## Leben
Carl Leopold Krause war der Sohn des Lehrers Heinrich Wilhelm Krause und dessen Gemahlin Anna Elisabeth Pfisters. In seinem Heimatdorf betrieb er eine Landwirtschaft. Bevor er hier 1880 zum Bürgermeister ernannt wurde, musste er am deutsch-französischen Krieg 1870/1871 teilnehmen. In den Jahren 1892 bis 1897 und 1905 bis 1914 war er Mitglied des Kurhessischen Kommunallandtages des Regierungsbezirks Kassel, aus dessen Mitte er zum Abgeordneten des Provinziallandtages der Provinz Hessen-Nassau bestimmt wurde. 
1910 wurde Krause in den Kreistag des Landkreises Eschwege gewählt; hier war er Vertreter des Landrats Alexander von Keudell.
1919 legte er das Amt des Bürgermeisters und auch sein Kreistagsmandat nieder.